# Ana Luisa Valdés
Ana Luisa Valdés (* 8. August 1953 in Montevideo, Uruguay) ist eine uruguayische Schriftstellerin und Übersetzerin.
Die nach vierjähriger Inhaftierung aus politischen Gründen während der Phase der uruguayischen Diktatur seit 1978 in Schweden lebende Ana Luisa Valdés ist dort als Sozialanthropologin tätig. Sie ist Herausgeberin der Philosophie-Zeitschrift Agora und schrieb Essays und Artikel für Brecha und Dagens Nyheter. Von ihr verfasste Geschichten fanden Verwendung in zahlreichen Anthologien. Zudem kann sie diverse eigene Publikationen vorweisen. So erschien 1983 sowohl in spanischer als auch in schwedischer Sprache die Geschichtssammlung La guerra de los Albatros. 1984 entstand gemeinsam mit María Gianelli und Fernando Beramendi das Texte von mehr als 30 uruguayischen Exilsschriftstellern beinhaltende Fueradefronteras. Zwei Jahre später veröffentlichte sie Después de Alicia. 1990 folgte El intruso. Mit diesem Buch gewann sie den Wettbewerb Olivetti y Ediciones Banda Oriental. Nachdem 1993 El navegante erschien, gab sie 1995 mit La casa de Julia ihr in Schwedisch verfasstes Romandebüt.